# Påtalåtar – en hyllning till Ola Magnell
Påtalåtar – en hyllning till Ola Magnell är ett samlingsalbum från 2005 där olika artister tolkar Ola Magnells låtar.
Skivan var en födelsedagspresent till Magnell på hans 60-årsdag från några av Sveriges främsta artister inom pop-, rock- och singer/songwriter-genrerna. Bland annat medverkade Lars Winnerbäck, Tomas Andersson Wij och Elin Sigvardsson.

## Låtlista
Där inte annat anges är låtarna skrivna av Ola Magnell
1. Elin Sigvardsson - "Tomma tunnor" - 5:10
2. Lars Winnerbäck - "Ta det kallt, det är allt" - 3:09 (Bob Dylan, Magnell)
3. Stefan Sundström - "Påtalåten" - 3:55
4. Lalla Hansson - "Bruten vinge" - 3:44
5. Mats Ronander - "På älvors vis" - 3:51
6. Sanna Carlstedt - "Nya perspektiv" - 3:36
7. Tomas Andersson Wij - "Trasten" - 5:12
8. 13th Floor Escalators - "Rulltrappan" - 4:05
9. Kristofer Åström & Ronny Eriksson - "Vällingklockan" - 4:24
10. Anna Stadling & Idde Schultz - "Vargarnas vår" - 3:43
11. Lars Demian - "Kliff" - 6:10
12. Benneth Fagerlund & Max Schultz - "Malvina utan mörker" - 4:01

### Fotnoter
1. ↑  ”Ola Magnell”. Svensk mediedatabas. http://smdb.kb.se/catalog/search?q=ola+magnell&sort=OLDEST. Läst 24 januari 2013.
2. ↑  ”Produktioner”. Satelliterecords.se. http://www.satelliterecords.se/produktioner.html. Läst 24 januari 2013.